# Eva Hodanová
Eva Hodanová est une joueuse volley-ball tchèque, née le 18 décembre 1993 à Stříbřec. Elle mesure 1,89 m et joue au poste de réceptionneuse-attaquante. 

## Clubs
| Club                   | De        | À         |
| ---------------------- | --------- | --------- |
| TJ Baník Stříbro       | 2005-2006 | 2006-2007 |
| TJ Lokomotiva Plzeň    | 2007-2008 | 2011-2012 |
| PVK Olymp Praha        | 2012-2013 | 2015-2016 |
| Dresdner SC            | 2016-2017 | 2017-2018 |
| SC Potsdam             | 2018-2019 | 2018-2019 |
| VK UP Olomouc          | 2019-2020 | 2019-2020 |
| PVK Olymp Praha        | 2020-2021 | 2020-2021 |
| Ladies in Black Aachen | 2021-2022 | …         |

## Palmarès
- Coupe d'Allemagne
  - Vainqueur : 2018.
- Championnat de République tchèque
  - Finaliste : 2013, 2014, 2015.
- Coupe de République tchèque
  - Vainqueur : 2020.
  - Finaliste : 2013, 2014, 2015.
- Supercoupe d'Allemagne
  - Finaliste : 2016.